# 여군특전중대
여군특전중대(女軍特戰中隊)는 1975년 9월 1일 창설된 대한민국 최초의 여군 특수부대로서, 육군특수전사령부 제707특수임무대대 예하 중대였다.

## 역사
특전여군의 시초는 1969년 9월 공수기본교육을 수료한 정효단 상사 등 8명이며, 이후 1975년 9월 1일 특수전사령부에 34명의 인원으로 여군중대가 편성되면서 임무를 수행했다.
여군특전중대는 1991년 조직된 수도방위사령부의 여군특임중대(태호 부대)와 쌍벽을 이루었으나, 2014년 중대가 해체되고 각 여단 및 부서로 분산 되면서 현재 남아있는 유일한 여군 특수부대는 태호 부대이며 과거 독거미 부대로 불렸다
특전여군은 2002년까지 여군학교를 거쳐 선발되었으며, 여군학교 해체 이후 2003년부터는 특수전학교에서 남녀 구분 없이 동일한 훈련과 교육을 받으며 양성되고 있다.